# Дніпро (журнал)
«Дніпро́» (рус. Днепр) — украинский литературно-художественный и общественно-политический ежемесячный журнал.

## История
Издаётся c 1927 года.
В 1927—1937 — под названием «Молодняк», позиционирующий себя, как «боевой отряд литературного пролетарского фронта», до июня 1936 года был печатным органом ЦК ЛКСМУ, затем — ЦК ЛКСМУ и правления Союза советских писателей Украины. В 1927—1934 издавался в Харькове, с 1935 — в Киеве.
В августе 1937 года получил название «Молодий більшовик» («Молодой большевик»). В нём печатались произведения украинских советских писателей, переводы произведений русской литературы и литератур народов СССР, а также зарубежных писателей. В 1941 г. выпущены пять номеров. С 1944 года выходит под названием «Дніпро».
Первыми редакторами были А. Крыжаный, И. Шевченко, С. Божко.
Наибольший успех журнала пришелся на 1960-е годы.
На страницах журнала печатались произведения В.Быкова, А. Довженко, О. Гончара, Б. Олейника, Л. Костенко, И. Светличного, И. Драча, Г. Тютюнник, П. Тычины, М. Рыльского и многих других.
С начала своей деятельности служил платформой для реализации творческого потенциала молодёжи.
Главными редакторами журнала «Дніпро» были такие известные украинские деятели культуры, как:
- П. Усенко,
- А. Малышко (1945—1947),
- Н. Руденко (1948—1950),
- А. Пидсуха (1953—1958),
- Ю. Мушкетик (1958—1972),
- В. Бровченко (1973—1979),
- В. Коломиец
- Н. Лукив (с 1984).

Многолетним членом редакционной коллегии журнала, заместителем главного редактора (1962—1967) был Борис Олейник.
Журнал имеет постоянные рубрики:
- Проза
- Поэзия
- Театр и драма
- Юмор
- Художественная мастерская
- Молодняк
- Критика
- Нобелевка
- Астрология и другие.

С 2010 года обновлённый журнал «Дніпро» — полноцветный, глянцевый, нового формата. С 2011 года журнал выходит и в электронном формате.
В 2012 году литературно-художественный журнал «Дніпро» был занесён в Книгу рекордов Украины в связи с установлением нового рекорда Украины.
Журнал признан самым старым литературно-художественным журналом современных украиноязычных авторов в категории «Издательство».
Сегодня «Дніпро» — украиноязычный литературно-художественный журнал, который публикует на своих страницах творчество современных украиноязычных авторов и тем самым вносит весомый вклад в развитие украинской культуры в целом.